# Atletica leggera ai Giochi della XXXI Olimpiade - Marcia 50 km

Video della gara

Ai Giochi della XXXI Olimpiade, che si sono tenuti a Rio de Janeiro nel 2016, la gara della marcia 50 km maschile si è svolta il 19 agosto nella città di Rio de Janeiro.

## Presenze ed assenze dei campioni in carica
Per i campionati europei si considera l'edizione del 2014.
| Competizione      | Atleta         | Prestazione | Rio 2016 |
| ----------------- | -------------- | ----------- | -------- |
| Olimpiadi 2012    | Jared Tallent  | 3h36'53"    | Presente |
| Europei 2014      | Yohann Diniz   | 3h32'33"    | Presente |
| Asiatici 2014     | Takayuki Tanii | 3h40'19"    | Presente |
| Panamericani 2015 | Andrés Chocho  | 3h50'13"    | Presente |
| Mondiali 2015     | Matej Tóth     | 3h40'32"    | Presente |

## Record
| Record mondiale      | Yohann Diniz  | 3h32'33" | Zurigo            | 15 agosto 2014 |
| Record olimpico      | Jared Tallent | 3h36'53" | Londra            | 11 agosto 2012 |
| Capolista stagionale | Yohann Diniz  | 3h37'48" | S. Seb. sur-Loire | 13 marzo 2016  |

## Classifica finale
Venerdì 19 agosto, ore 8:00.
| Pos | Atleta                 | Paese         | Tempo    | Note                          |
| --- | ---------------------- | ------------- | -------- | ----------------------------- |
| Oro | Matej Tóth             | Slovacchia    | 3h40'58" |                               |
| Argento | Jared Tallent          | Australia     | 3h41'16" |                               |
| Bronzo | Hirooki Arai           | Giappone      | 3h41'24" | Miglior prestazione personale |
| 4 | Evan Dunfee            | Canada        | 3h41'38" | Record nazionale              |
| 5 | Yu Wei                 | Cina          | 3h43'00" |                               |
| 6 | Robert Heffernan       | Irlanda       | 3h43'55" |                               |
| 7 | Håvard Haukenes        | Norvegia      | 3h46'33" | Miglior prestazione personale |
| 8 | Yohann Diniz           | Francia       | 3h46'43" |                               |
| 9 | Caio Bonfim            | Brasile       | 3h47'02" | Record nazionale              |
| 10 | Chris Erickson         | Australia     | 3h48'40" | Miglior prestazione personale |
| 11 | Wang Zhendong          | Cina          | 3h48'50" |                               |
| 12 | Quentin Rew            | Nuova Zelanda | 3h49'32" |                               |
| 13 | Horacio Nava           | Messico       | 3h50:53  |                               |
| 14 | Takayuki Tanii         | Giappone      | 3h51:00  |                               |
| 15 | Adrian Blocki          | Polonia       | 3h51'31" |                               |
| 16 | Omar Zepeda            | Messico       | 3h51'35" |                               |
| 17 | Jorge Armando Ruiz     | Colombia      | 3h51'42" | Miglior prestazione personale |
| 18 | Serhiy Budza           | Ucraina       | 3h53'22" |                               |
| 19 | Brendan Boyce          | Irlanda       | 3h53'59" |                               |
| 20 | Jesús Ángel García     | Spagna        | 3h54'29" |                               |
| 21 | Marco De Luca          | Italia        | 3h54'40" |                               |
| 22 | Rafał Augustyn         | Polonia       | 3h55'01" |                               |
| 23 | Jarkko Kinnunen        | Finlandia     | 3h55'43" |                               |
| 24 | Rafał Fedaczyński      | Polonia       | 3h55'51" |                               |
| 25 | José Leyver Ojeda      | Messico       | 3h56'07" |                               |
| 26 | Dušan Majdán           | Slovacchia    | 3h58'25" |                               |
| 27 | Koichiro Morioka       | Giappone      | 3h58:59  |                               |
| 28 | Alexandros Papamichail | Grecia        | 3h59'21" |                               |
| 29 | Jonathan Rieckmann     | Brasile       | 4h01'52" |                               |
| 30 | Ronald Quispe          | Bolivia       | 4h02'00" | Record nazionale              |
| 31 | Narcis Stefan Mihaila  | Romania       | 4h02'46" | Miglior prestazione personale |
| 32 | Pedro Isidro           | Portogallo    | 4h03'42" |                               |
| 33 | Tadas Suskevicius      | Lituania      | 4h04'10" |                               |
| 34 | Rolando Saquipay       | Ecuador       | 4h07'29" |                               |
| 35 | Sandeep Kumar          | India         | 4h07'55" |                               |
| 36 | Miguel Carvalho        | Portogallo    | 4h08'16" |                               |
| 37 | Arnis Rumbenieks       | Lettonia      | 4h08'28" |                               |
| 38 | Marc Mundell           | Sudafrica     | 4h11'03" |                               |
| 39 | Ivan Banzeruk          | Ucraina       | 4h11'51" |                               |
| 40 | Brendon Reading        | Australia     | 4h13'02" |                               |
| 41 | Mario Alfonso Bran     | Guatemala     | 4h15'14" |                               |
| 42 | Vladimir Savanović     | Serbia        | 4h15'53" |                               |
| 43 | John Nunn              | Stati Uniti   | 4h16'12" |                               |
| 44 | Bence Venyercsan       | Ungheria      | 4h19'15" |                               |
| 45 | Claudio Villanueva     | Ecuador       | 4h19'33" |                               |
| 46 | Nenad Filipović        | Serbia        | 4h25'41" |                               |
| 47 | Han Yucheng            | Cina          | 4h32'35" |                               |
| 48 | Pavel Chihuan          | Perù          | 4h32'37" |                               |
| 49 | Predrag Filipović      | Serbia        | 4h39'48" |                               |
| dnf | Kim Hyun-sub           | Corea del Sud |          |                               |
| dnf | Ivan Trotski           | Bielorussia   |          |                               |
| dnf | Ihor Hlavan            | Ucraina       |          |                               |
| dnf | Miguel Ángel López     | Spagna        |          |                               |
| dnf | Carl Dohmann           | Germania      |          |                               |
| dnf | Hagen Pohle            | Germania      |          |                               |
| dnf | Matteo Giupponi        | Italia        |          |                               |
| dnf | Mathieu Bilodeau       | Canada        |          |                               |
| dnf | Artur Mastianica       | Lituania      |          |                               |
| dnf | José Leonardo Montaña  | Colombia      |          |                               |
| dnf | Alex Wright            | Irlanda       |          |                               |
| dnf | Jose Ignacio Diaz      | Spagna        |          |                               |
| dnf | Marius Cocioran        | Romania       |          |                               |
| dnf | Sándor Rácz            | Ungheria      |          |                               |
| dnf | Luis Henry Campos      | Perù          |          |                               |
| dnf | Mário dos Santos       | Brasile       |          |                               |
| dnf | Veli-Matti Partanen    | Finlandia     |          |                               |
| dnf | Yerenman Salazar       | Venezuela     |          |                               |
| dnf | João Vieira            | Portogallo    |          |                               |
| dq | Edward Araya           | Cile          |          |                               |
| dq | Teodorico Caporaso     | Italia        |          |                               |
| dq | Andrés Chocho          | Ecuador       |          |                               |
| dq | Lukas Gdula            | Rep. Ceca     |          |                               |
| dq | Dominic King           | Gran Bretagna |          |                               |
| dq | Luis López             | El Salvador   |          |                               |
| dq | Aleksi Ojala           | Finlandia     |          |                               |
| dq | Park Chil-sung         | Corea del Sud |          |                               |
| dq | Jaime Quiyuch          | Guatemala     |          |                               |
| dq | James Rendon           | Colombia      |          |                               |
| dq | Miklos Srp             | Ungheria      |          |                               |
| dq | Martin Tistan          | Slovacchia    |          |                               |
| record mondiale; record olimpico; record mondiale stagionale; record africano; record asiatico; record europeo; record nord-centroamericano e caraibico; record sudamericano; record oceaniano; record nazionale; record personale; record personale stagionale. |                        |               |          |                               |